# Regina Kulikova
Regina Aleksandrovna Kulikova (in russo Регина Александровна Куликова?; Almaty, 30 gennaio 1989) è un'ex tennista russa.

## Biografia
A livello juniores ha vinto 13 titoli ITF di singolare e 2 di doppio. Come professionista ha ottenuto i suoi migliori risultati raggiungendo il terzo turno nel singolare al Torneo di Wimbledon nel 2009 e nel 2010.
Nel 2010 ha raggiunto il suo best ranking WTA (65ª posizione).
Si è ritirata nel 2014.

## Vita privata
Si è sposata molto giovane, appena diciannovenne, con l'italiano Simone Serges. La coppia vive attualmente in Svizzera.

## Statistiche

### Risultati in progressione
| Sigla | Risultato               |
| ----- | ----------------------- |
| V     | Vincitore               |
| F     | Finalista               |
| SF    | Semifinalista           |
| O     | Oro olimpico            |
| A     | Argento olimpico        |
| SF    | Bronzo olimpico         |
| QF    | Quarti di Finale        |
| 4T    | Quarto turno            |
| 3T    | Terzo turno             |
| 2T    | Secondo turno           |
| 1T    | Primo turno             |
| RR    | Round Robin             |
| LQ    | Turno di qualificazione |
| A     | Assente                 |
| ND    | Non disputato           |

| Legenda superfici    |
| -------------------- |
| Cemento              |
| Terra battuta        |
| Erba                 |
| Superficie variabile |

#### Singolare nei tornei del Grande Slam
| Torneo          | 2009 | 2010 | 2011 | 2012 | 2013 | 2014 |
| --------------- | ---- | ---- | ---- | ---- | ---- | ---- |
| Australian Open | A    | 1T   | 2T   | A    | A    | A    |
| Open di Francia | A    | 1T   | A    | A    | A    | A    |
| Wimbledon       | 3T   | 3T   | A    | A    | A    | A    |
| US Open         | A    | 1T   | A    | A    | A    | A    |

#### Doppio nei tornei del Grande Slam
| Torneo          | 2009 | 2010 | 2011 | 2012 | 2013 | 2014 |
| --------------- | ---- | ---- | ---- | ---- | ---- | ---- |
| Australian Open | A    | A    | A    | A    | A    | A    |
| Open di Francia | A    | 2T   | A    | A    | A    | A    |
| Wimbledon       | A    | 1T   | A    | A    | A    | A    |
| US Open         | A    | A    | A    | A    | A    | A    |

#### Doppio misto nei tornei del Grande Slam
Nessuna partecipazione

## Vittorie contro giocatrici Top 10
| Stagione | 2010 | Totale |
| Vittorie | 1    | 1      |

| #    | Giocatrice         | Ranking | Evento                                      | Superficie | Turno | Punteggio        | Rank. RKR |
| ---- | ------------------ | ------- | ------------------------------------------- | ---------- | ----- | ---------------- | --------- |
| 2010 |                    |         |                                             |            |       |                  |           |
| 1.   | Svetlana Kuznecova | 4       | Dubai Duty Free Tennis Championships, Dubai | Cemento    | 3T    | 5-7, 7-6(2), 6-4 | 99        |